# Goed ten Abeele

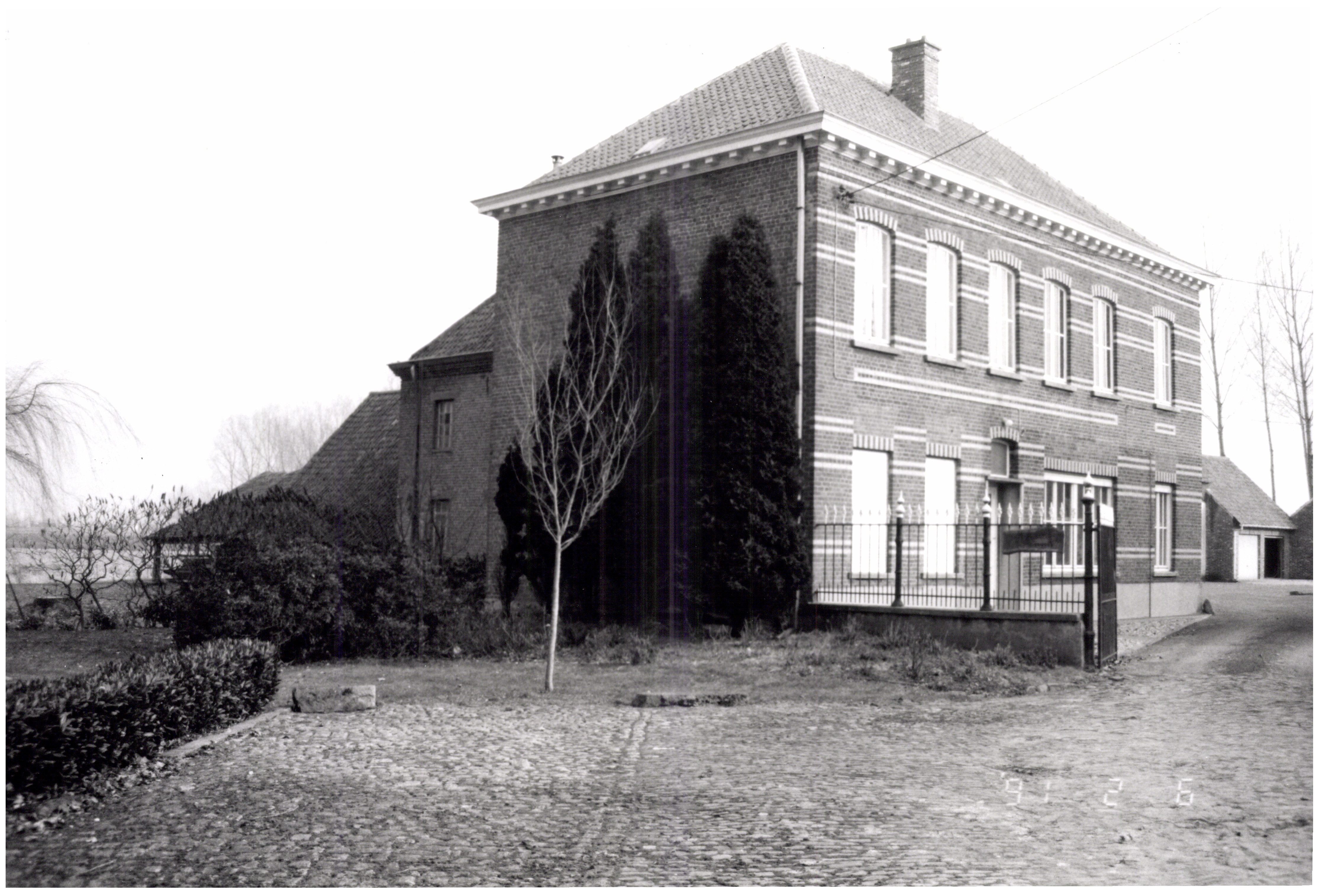
Goed ten Abeele

Het Goed ten Abeele is een voormalig leengoed in de tot de Oost-Vlaamse gemeente Merelbeke-Melle behorende plaats Gontrode, gelegen aan de Watermolenstraat 35-37.
In 1405 was het leen in bezit van Jan van den Abeele. Het was afhankelijk van twee leenheren: de baanderheer van Rode te Melle en de Graaf van Vlaanderen die te Aalst (Oost-Vlaanderen) een leenhof bezat.
In de 18e eeuw was het leen eigendom van de markies van Rode, van de familie Rodriguez de Evora y Vega.
De boerderij ontwikkelde zich tot een halfgesloten hoeve. In 1904 werd het boerenhuis vervangen door een nieuw en groter huis.
Bij het leengoed behoorde de Watermolen van Roo op deGondelbeek.